# Celle qui reste

Celle qui reste est un téléfilm français réalisé par Virginie Sauveur en 2005.

## Synopsis
À force de volonté, Alice, une jeune unijambiste parvient à surmonter son handicap et renoue avec sa grande passion, la course.

## Fiche technique
- Titre : Celle qui reste
- Réalisation : Virginie Sauveur
- Scénario et dialogue : Virginie Sauveur
- Image : Chicca Ungaro
- Musique : Yarol Poupaud
- Montage : Julien Leloup
- Production : Link's Productions
- Genre : Drame
- Durée : 90 minutes
- Date de diffusion : 4 mai 2005 sur France 2

## Distribution
- Justine Jouxtel : Alice
- Julie Depardieu : Jeanne
- Julien Boisselier : Alain Gallard
- Olivier Perrier : le grand-père
- Jacques Spiesser : Antoine Gallard
- Arthur Vaughan-Whitehead : Vincent
- Martine Chevallier : Françoise
- Angèle Vivier : Clara